# 七女湖起义旧址
七女湖起义旧址，位于中国广东省惠州市惠城区汝湖镇，为惠州市的一个市、县级文物保护单位，类型为古遗址，公布时间为1996年。
七女湖起义旧址的历史年代为清代。